# 伦敦御苑

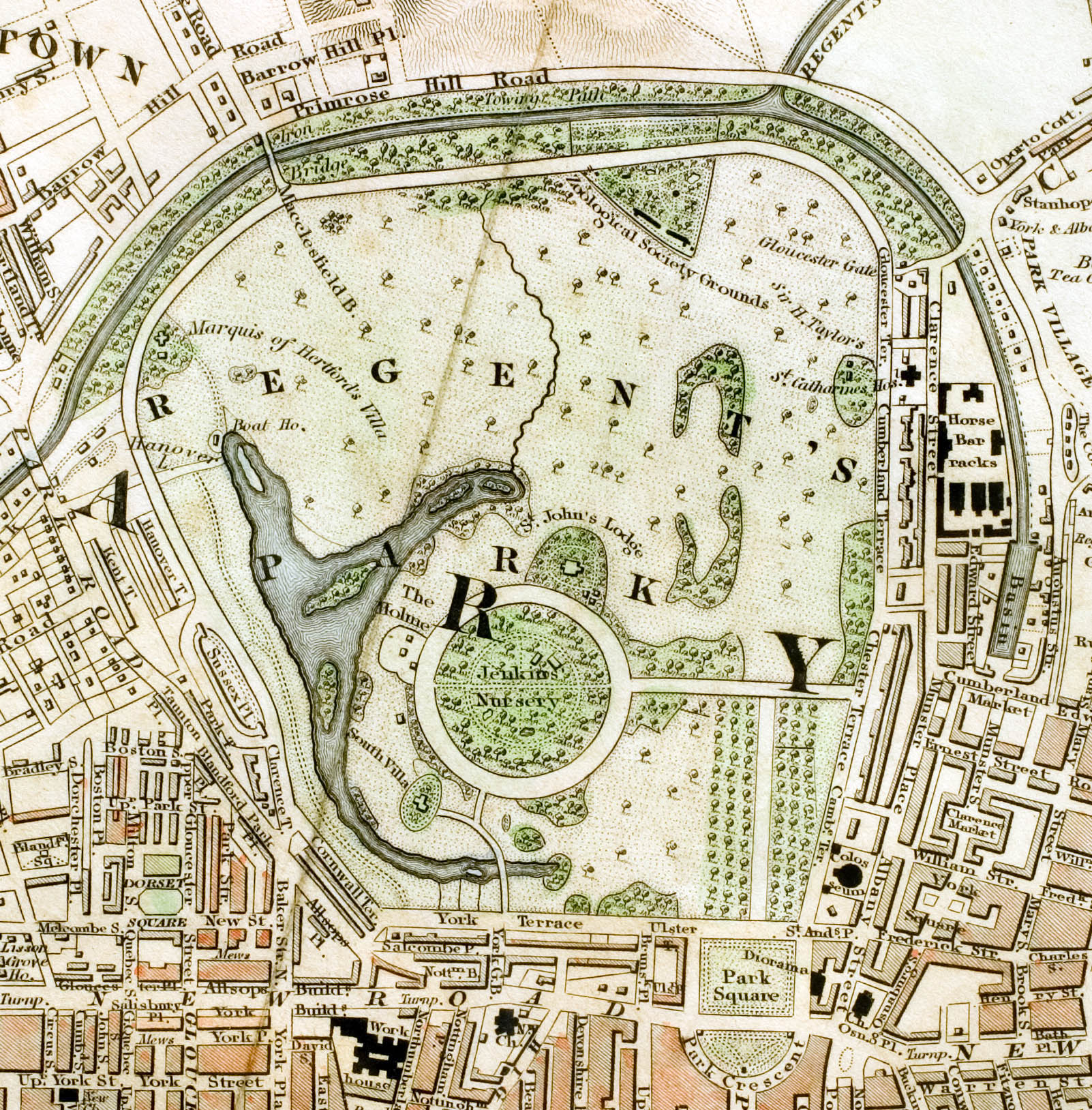
摄政公园（约1833年）

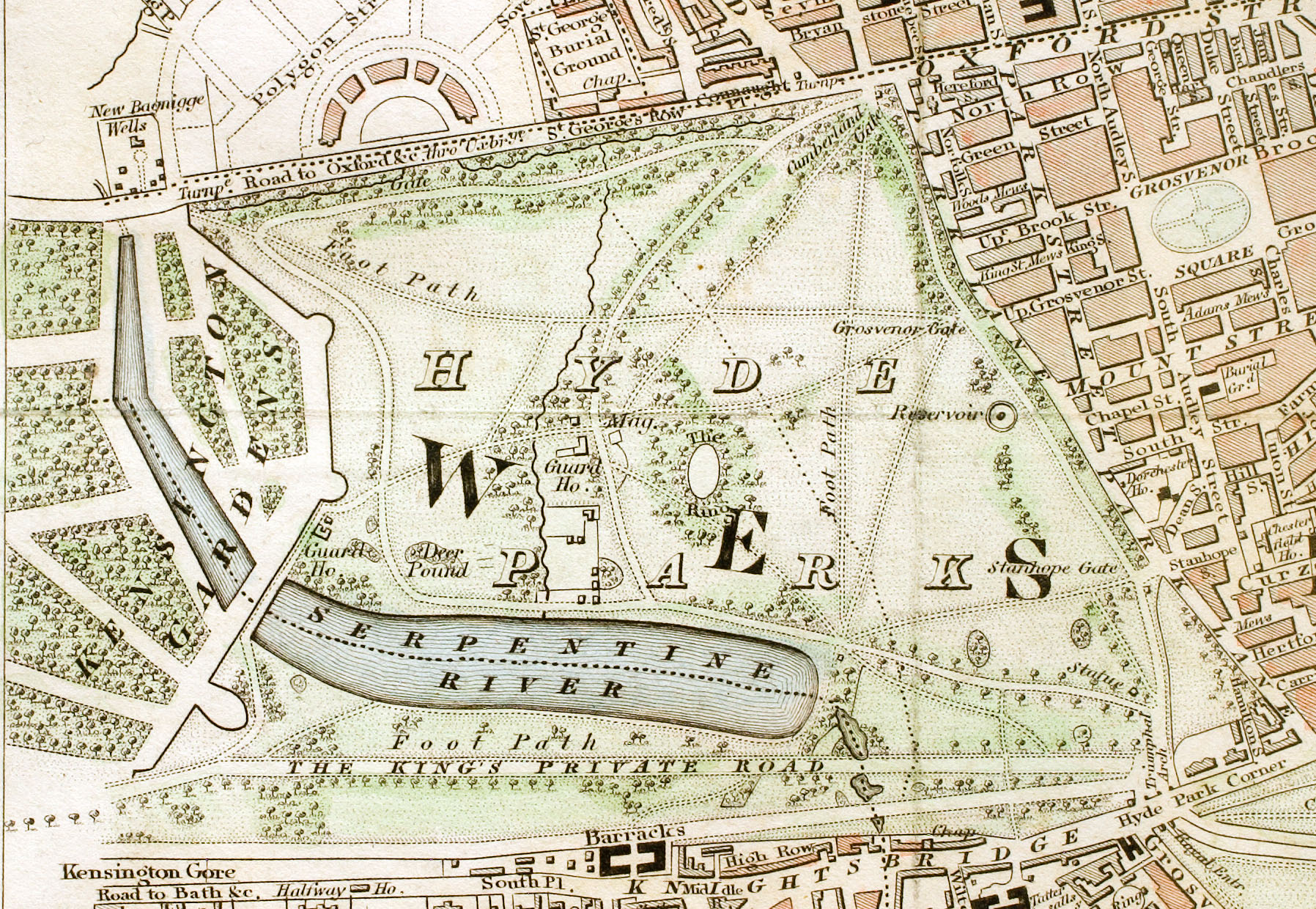
海德公园和肯辛顿花园（部分）（约1833年）

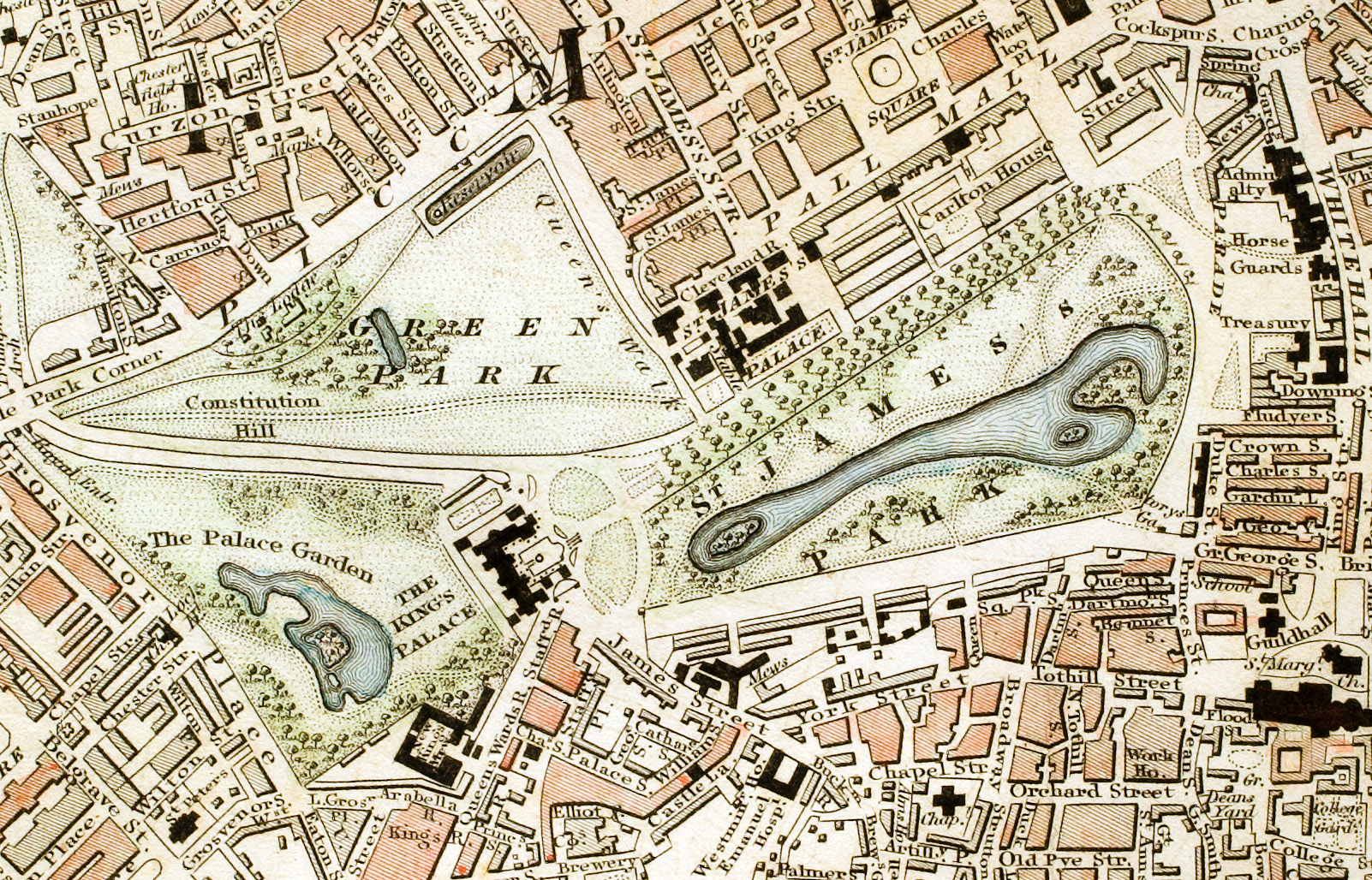
綠園和圣詹姆士公园 （约1833年）

英国伦敦的御苑（或称皇家公园或宫苑）是对公众开放的皇家园林。 御苑的土地所有权属于英国君主，其原用途大多是王室的休闲场地（主要用于狩猎），而现在基本转化为公园。诸御苑是君主作为法人（而非个人）领有的可继承的财产。

## 简史
随着近代英国封建制度的演变，君主法人直接拥有所有权的土地在近代已经几乎绝迹。在伦敦的少数几处遗留下来的猎场在伦敦的城市化过程中大多被作为城市绿地保留下来。随着城市的扩张，王室的狩猎活动逐渐移向远郊和乡野，伦敦城区的御苑则逐步向公众开放。1851年的君主土地法确立了御苑作为公园的新角色，不过直到现在，公众在各御苑仍没有土地使用权：除了几处由于长期使用而形成的通行权，公众对御苑的使用在法律上仍是基于君主作为土地所有者的特别恩典。此外，在白金汉宫等处还保留有少数不对外开放的其它皇家园林。

## 诸御苑
今天位于大伦敦的御苑有八处，总面积大约2000公顷。
- 灌木公园（英語：Bushy Park）： 445公頃（1,100英畝） [1]
- 綠園： 19公頃（47英畝） [2]
- 格林尼治宫苑（英語：Greenwich Park）： 74公頃（180英畝） [3]
- 海德公园（英語：Hyde Park）： 142公頃（350英畝） [4]
- 肯辛顿花园（英語：Kensington Gardens）： 111公頃（270英畝） [5]
- 摄政公园（英語：Regent's Park）： 166公頃（410英畝） [6]
- 里士满公园（英語：Richmond Park）： 955公頃（2,360英畝） [7]
- 圣詹姆士公园（英語：St. James's Park）： 23公頃（57英畝） [8]

其中，海德公园和相连的肯辛顿花园、綠園、摄政公园和圣詹姆士公园分别是伦敦市中心最大的绿地。灌木公园、格林尼治宫苑和里士满公园则位于郊区。御苑的管理机构——御苑局，同时还管理伦敦的布隆普敦墓地、格罗弗讷方场花园、国会大楼的维多利亚塔花园和唐宁街10号、11号和12号的花园。

## 管理
诸御苑的管理机构是御苑局，是文化媒体和体育部的执行机构。御苑局的权限根据的1851年的君主土地法，以及其下的法规。御苑内的公共安全执法由御苑警察队负责（2004年起隶属于伦敦警察厅）。御苑的维护由中央政府拨款（伦敦其它的公园则是由各区市政府负责财政）。此外各御苑还通过授权各种餐饮设施和举办音乐会和其它活动获得经费。此外，御苑基金会作为注册慈善机构通过各种活动为各御苑的保护和发展筹措经费。
2010年起，大伦敦的市长鲍里斯·约翰逊提出伦敦御苑的管辖应该转交予大伦敦市政府。中央政府已表示原则上同意并开始准备提案。御苑局也表示欢迎这个计划，但实际执行可能要待2012年伦敦奥运会结束之后。

## 外部連結
- 御苑局官方网站

51°30′29″N 0°09′55″W / 51.5081°N 0.1654°W